# Оныкий, Борис Николаевич
Борис Николаевич Оныкий (20 февраля 1939 — 11 декабря 2020) — советский и российский физик, специалист в области ядерной энергетики, доктор технических наук, профессор.
Директор МФ ЦИПК МСМ СССР (1971—1984). Ректор МИФИ (1997—2007). Президент НИЯУ «МИФИ» (с 2007).

## Биография
Родился 20 февраля 1939 года в Севастополе. Отец погиб на фронте в 1942 году.
С 1952 по 1956 годы Б. Н. Оныкий был воспитанником Рижского нахимовского военно-морского училища.
В 1957 году поступил в МИФИ на факультет электронных вычислительных машин, который окончил в 1964 году.
Затем — преподавательская работа и обучение в аспирантуре.
В 1969 году Б. Н. Оныкий защищает кандидатскую диссертацию и переходит на работу в Московский филиал ЦИПК МСМ СССР сначала в должности заместителя директора, а с 1971 года — директора.
В 1980 году окончил институт управления народным хозяйством Академии народного хозяйства СССР.
С 1984 года Б. Н. Оныкий снова работает в МИФИ. В 1977 году успешно защищает докторскую диссертацию, а в 1980 году получает ученое звание профессора. В период с 1984 по 1986 годы Б. Н. Оныкий работает старшим научным сотрудником, зам. заведующего кафедрой 28 «Системного анализа», является Главным учёным секретарём специализированных советов МИФИ.
В 1986 году Б. Н. Оныкий избирается заведующим кафедрой кибернетики и руководит ею до 1997 года.
С января 1992 года Б. Н. Оныкий — проректор по учебной работе МИФИ. В апреле 1997 года конференция трудового коллектива МИФИ избрала Оныкия Б. Н. ректором МИФИ.
С 2007 года — президент МИФИ.

## Награды и звания
- Орден Трудового Красного Знамени
- Орден Почёта (7 декабря 1995) — за заслуги перед государством, успехи, достигнутые в труде[3]
- Премия Правительства Российской Федерации в области науки и техники (16 января 1996) — за разработку программно-аппаратного технологического комплекса для создания компьютерных огневых тренажеров нового поколения[4]
- Орден «За заслуги перед Отечеством» IV степени (14 сентября 1999) — за заслуги перед государством, многолетний добросовестный труд и большой вклад в укрепление дружбы и сотрудничества между народами[5]
- Премия Президента Российской Федерации в области образования (30 ноября 2001) — за создание и реализацию проекта «Высшая школа физиков МИФИ-ФИАН»[6]
- Действительный член Международной академии информатизации
- Действительный член Международной академии наук высшей школы